# Parafia Opieki Matki Bożej w Inturkach
Parafia Opieki Matki Bożej – parafia prawosławna w Inturkach, założona w 1865.

## Historia
Parafia została założona po osiedleniu się nad Jeziorem Inturskim 30 prawosławnych rodzin chłopskich, które otrzymały ziemię
skonfiskowaną polskim szlachcicom-uczestnikom powstania styczniowego. Początkowo obszar ten był
przypisany do parafii przy soborze św. Mikołaja w Wilnie. Biorąc jednak pod uwagę znaczną odległość Inturek zarówno od Wilna, jak i od najbliższej innej cerkwi (w Wiłkomierzu), władze gubernialne zgodziły się na powołanie samodzielnej parafii i wsparcie finansowe budowy nowej cerkwi, w której miało mieścić się 200 osób. Na cel budowy przekazano 10 tys. rubli. Kamień węgielny pod budowę cerkwi został położony 4 kwietnia 1865. Budynek był gotowy w trzy lata później, razem z domami przeznaczonymi dla psalmisty i proboszcza. Parafia otrzymała również majątek ziemski o powierzchni 36 hektarów, z kilkoma jeziorami.
W 1875 liczba parafian była szacowana na 417 osób. Utrzymywała się ona na stałym poziomie do I wojny światowej, kiedy w cerkwi przestały być odprawiane nabożeństwa. Nowy proboszcz został przydzielony do parafii dopiero w 1919.  W 1938, z powodu likwidacji cerkwi w sąsiedniej wsi, liczba parafian wzrosła do 613 osób. W czasie II wojny światowej cerkiew w Inturkach pozostała czynna. Do 1946 straty wojenne i deportacje sprawiły, że liczba parafian spadła do 285 wiernych. W 1947 władze stalinowskie znacjonalizowały większość majątku parafialnego (pozostawiając jedynie półtora hektara ziemi) oraz domy proboszcza i psalmisty. Sam budynek cerkwi został opieczętowany, jednak ostatecznie władze odstąpiły do zamiaru jego zamknięcia i w 1947 cerkiew w Inturkach została zarejestrowana jako czynna. Systematyczny spadek liczby wiernych sprawił jednak, że w latach 80. nabożeństwa były odprawiane już tylko dwa razy w miesiącu przez igumena Nikodema, zakonnika z monasteru w Wilnie. Obecnie parafia liczy kilkanaście osób, zaś Święta Liturgia odprawiana jest nieregularnie.